# گوگل شیت

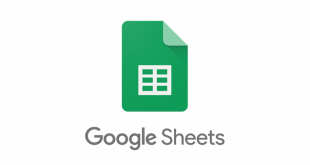

گوگل شیتز یا کاربرگ‌نگار (به انگلیسی Google Sheets) یکی از چندین سرویس گوگل برای سازماندهی، تحلیل و ویرایش اطلاعات است. این برنامه امکان استفاده از نرم‌افزارهای مختلفی مانند اکسل (Excel) را در فضای وب فراهم می‌کند. البته گوگل شیت امکاناتی به گستردگی نرم‌افزار اکسل در مایکروسافت آفیس ندارد اما بسیار کاربردی است.
در گوگل شیت به راحتی می‌توانید اطلاعات را وارد کرده و آنها را ویرایش کنید. علاوه بر این موارد، امکان تغییر فرمت و اندازه، ایجاد گزارش، استفاده از فرمول‌ها و محاسبات، چت آنلاین، ایجاد گراف و جدول و همچنین امکان بارگذاری شیت در بلاگ‌ها وجود دارد. گوگل شیت روشی بسیار عالی جهت ذخیره و ردیابی حجم بسیار عظیمی از اطلاعات است.